# Microsoft Courier
Microsoft Courier — кодовое название Booklet PC, проектировавшегося компанией Microsoft. Устройство включало в себя два многоконтактных экрана, расположенных в форм-факторе книги, и использовало стилус и касание пальца для ввода. Устройство выглядит как книга с семидюймовыми экранами, расположенными друг напротив друга, когда «книга» закрыта. В систему опытного образца интегрирована трёхмегапиксельная цифровая камера с возможностью четырёхкратного увеличения, а в финальной модели могла присутствовать индуктивная заряжающая клавиатура для беспроводной подзарядки батарей. Сообщения указывают на то, что система в значительной степени разработана без использования обычных каналов разработчиков, и о существовании проекта было известно лишь нескольким ключевым инженерам. Проект может быть преемником Codex и InkSeine, двух предыдущих решений, предлагавшихся Microsoft Research.
Судя по информации от источников близких к Microsoft, прототип Microsoft Courier уже в 2009 году был близок к завершению.
Однако в конце апреля 2010, компания Microsoft приняла решение отменить разработку Courier. Стивен Балмер, генеральный директор компании сообщил команде, которая работала над устройством, что проект больше не будет поддерживаться. Президент по связям Фрэнк Шоу подтвердил данную информацию.